# Calcio Portogruaro-Summaga 2006-2007
Questa voce raccoglie le informazioni riguardanti il Calcio Portogruaro-Summaga nelle competizioni ufficiali della stagione 2006-2007.

## Rosa
| N. |                   | Ruolo | Calciatore           |
| -- | ----------------- | ----- | -------------------- |
|    | Italia (bandiera) | D     | Cristian Adami       |
|    | Italia (bandiera) | C     | Simonluca Agazzone   |
|    | Italia (bandiera) | D     | Matteo Anamia        |
|    | Italia (bandiera) | C     | Andrea Bandiera      |
|    | Italia (bandiera) | D     | Cristian Bari        |
|    | Italia (bandiera) | A     | Leonardo Bianchi     |
|    | Italia (bandiera) | C     | Andrea Chiopris Gori |
|    | Italia (bandiera) | A     | Marco Cunico         |
|    | Italia (bandiera) | D     | Fabio Di Sauro       |
|    | Italia (bandiera) | C     | Stefano Favret       |
|    | Italia (bandiera) | C     | Andrea Federici      |
|    | Italia (bandiera) | C     | Alessandro Furlan    |
|    | Italia (bandiera) | C     | Massimo Gardin       |
|    | Italia (bandiera) | A     | Fabio Lorenzini      |

| N. |                      | Ruolo | Calciatore           |
| -- | -------------------- | ----- | -------------------- |
|    | Australia (bandiera) | D     | Adrian Madaschi      |
|    | Italia (bandiera)    | A     | Andrea Maniero       |
|    | Italia (bandiera)    | P     | Sergio Marcon        |
|    | Italia (bandiera)    | C     | Fabio Mazzeo         |
|    | Italia (bandiera)    | P     | Massimo Minet        |
|    | Italia (bandiera)    | A     | Francesco Mortelliti |
|    | Italia (bandiera)    | C     | Attilio Nicodemo     |
|    | Italia (bandiera)    | A     | Michele Pietranera   |
|    | Italia (bandiera)    | C     | Federico Ranieri     |
|    | Italia (bandiera)    | A     | Matteo Scapini       |
|    | Italia (bandiera)    | D     | Gianmario Specchia   |
|    | Italia (bandiera)    | D     | Manuel Tosato        |
|    | Italia (bandiera)    | A     | Giovanni Volpato     |
|    | Italia (bandiera)    | D     | Gill Voria           |